# Upogebia annae
Upogebia annae är en kräftdjursart som beskrevs av David Everett Thistle 1973. Upogebia annae ingår i släktet Upogebia och familjen Upogebiidae. Inga underarter finns listade i Catalogue of Life.